# Justin Gatlin
Justin Alexander Gatlin (né le 10 février 1982 à New York) est un athlète américain, spécialiste des épreuves de sprint. 
Champion olympique sur 100 mètres en 2004, il réalise le doublé 100 m/200 m lors des championnats du monde 2005 à Helsinki. En 2006, il est suspendu huit ans de toute compétition pour cause de dopage, avant de voir sa peine réduite en appel à quatre ans. De retour sur les pistes en 2010, il est médaillé de bronze du 100 m aux Jeux olympiques de 2012, puis obtient la médaille d'argent lors des championnats du monde 2013 et 2015, puis lors des Jeux olympiques de 2016, devancé à chaque fois par le Jamaïcain Usain Bolt. Il est par ailleurs médaillé d'argent sur 200 m aux mondiaux de 2015, et médaillé d'argent au titre du relais 4 × 100 m en 2013, 2015 et 2017. En salle, il décroche deux titres de champion du monde du 60 m, en 2003 et 2012.
Aux championnats du monde de 2017 à Londres, Justin Gatlin est sacré champion du monde du 100 m douze ans après son premier titre, battant sur la ligne son compatriote Christian Coleman et Usain Bolt. Il devient à cette occasion à 35 ans le plus vieux champion du monde de la discipline.

## Biographie

### Premiers pas
Justin Gatlin est né dans l'arrondissement de Brooklyn, à New York, aux États-Unis. Il fut élève à la Woodham High School à Pensacola en Floride. 
Au printemps 2000, Gatlin arrive à l'Université du Tennessee en tant qu'athlète performant sur le 110 mètres haies. Durant deux ans, il s'entraîne et participe à des concours au sein de l'université. Il est entraîné par Vince Anderson. Gatlin a consécutivement remporté six titres National Collegiate Athletic Association. 
En 2001, Gatlin est banni pour deux ans des compétitions internationales à la suite d'un contrôle positif aux amphétamines. Il fait appel en raison de ses antécédents médicaux (des troubles de l'attention diagnostiqués durant l'enfance) qui l'obligent à prendre ces substances.
La décision fut réévaluée par l'IAAF (International Association of Athletics Federations) .

### Titre olympique (2004) et mondial (2005)

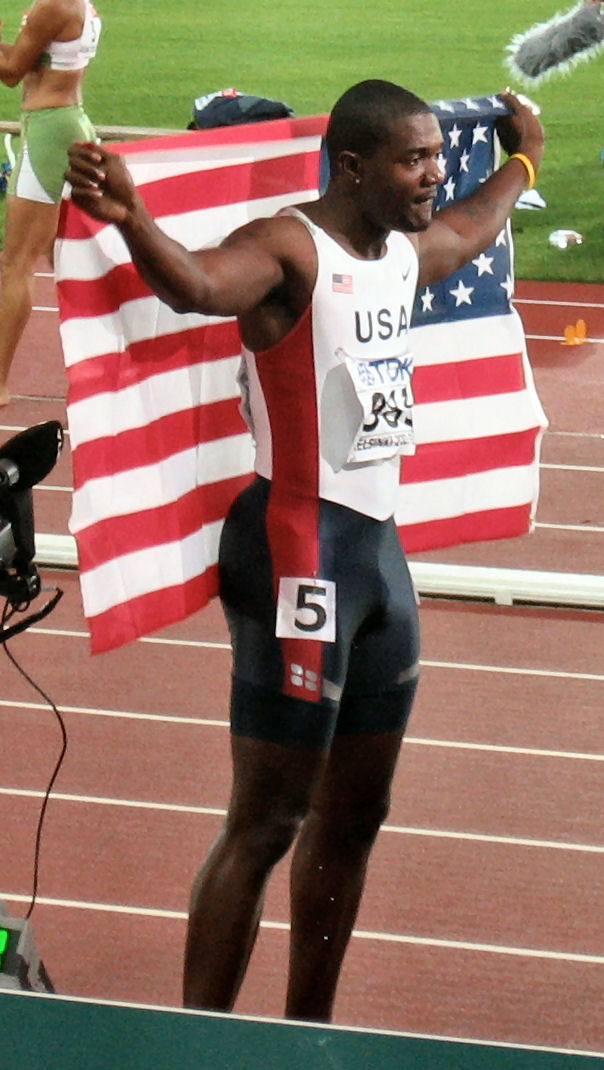
Gatlin après sa victoire aux Championnats du monde d'Helsinki en 2005.

Gatlin quitte le Tennessee au printemps 2002 à la fin de ses études afin de rejoindre le monde professionnel. Deux ans plus tard, il gagne la médaille d'or du 100 mètres (9 s 85, deuxième meilleur temps de l'histoire aux J.O) aux Jeux olympiques de 2004, s'imposant face à Francis Obikwelu et Maurice Greene. Il remporte la médaille de bronze sur 200 mètres et la médaille d'argent en tant que membre de l'équipe américaine de 4 × 100 mètres.
Le 7 août 2005, aux championnats du monde d'Helsinki, il l'emporte sur Kim Collins et gagne le 100 mètres en 9 s 88. Son principal adversaire, Asafa Powell était absent en raison d'une blessure. Gatlin s'impose également sur 200 mètres, une course largement dominée par les Américains, et devient ainsi le deuxième athlète (après Maurice Greene en 1999) à réaliser le doublé 100 m - 200 m durant le même championnat du monde. 
Le 12 mai 2006, Gatlin, sur 100 m réalise le temps de 9 s 76 durant la finale du Super Tour de l'IAAF à Doha (Qatar). Il pense améliorer d'un centième le précédent record du monde de 9 s 77 obtenu par Asafa Powell en 2005. Mais le 16 mai 2006, l'IAAF annonce que le temps enregistré de 9 s 766 avait été arrondi par erreur à 9 s 76. Selon le règlement, il aurait dû être arrondi à 9 s 77. Finalement le 17 mai 2006, l'IAAF corrige l'erreur des juges en réattribuant le temps de 9 s 77 à Gatlin.

### Suspension pour dopage (2006)
Le 29 juillet 2006, Justin Gatlin a annoncé aux médias avoir été informé par l'Agence américaine antidopage qu'il avait été contrôlé positif à la testostérone ou un de ses produits dérivés lors d'un test antidopage effectué pendant la réunion des Kansas Relays en avril 2006. Il a cependant clamé son innocence :
« Je ne peux pas expliquer ces résultats, parce que je n'ai jamais pris sciemment aucune substance interdite ni autorisé qui que ce soit à m'administrer une telle substance. »
Le 23 août 2006, il est suspendu pour la durée de huit ans par l'USADA, l'agence américaine antidopage. En acceptant de coopérer avec elle, Gatlin a ainsi échappé à la suspension à vie. Toutes ses performances depuis la date du contrôle, et parmi elles son record du monde, ont été annulées. Sa sanction a cependant été réduite de 8 à 4 ans en appel par la Cour d'Arbitrage américaine.
Justin Gatlin n'a cependant pas coupé les ponts avec la discipline qui fit de lui une étoile du sport puisqu'il continue à entraîner des jeunes venant de quartiers difficiles. "Le sport m'a permis de m'évader d'un monde où la violence faisait partie du quotidien et j'aimerais pouvoir faire partager cette expérience et les valeurs positives de l'athlétisme à ces jeunes. Si je réussis cela je n'aurai pas tout perdu" déclarait-il en janvier 2007.[réf. nécessaire]

### Retour à la compétition (2010)
Sa suspension ayant expiré en mai 2010 et désirant faire son retour au haut niveau, il a avancé la date du 3 août et le meeting de Rakvere en Estonie pour un possible retour, mais son objectif ultime sont les JO 2012 de Londres. Il effectue donc son retour au meeting de Rakvere où il remporte la finale du 100 mètres en 10 s 24 (-0,6 m/s) face à des adversaires modestes. Ce même jour, le 3 août 2010, il avait gagné sa série en 10 s 34 (-1,7 m/s). Il s'impose cinq jours plus tard à Tallinn toujours en Estonie en 10 s 17 (+1 m/s) devant son compatriote Rubin Williams (10 s 25) et le Biélorusse Aleksandr Linnik (10 s 59). 
Le 31 août 2010, lors du Meeting de Rovereto en Italie, il termine 2e du 100 m en 10 s 09 (+0,9 m/s) derrière le Jamaïcain Yohan Blake (10 s 06). Il concède ainsi son premier revers de l'été, depuis la fin de sa suspension pour dopage.
Le 24 juin 2011, il se qualifie sur 100 mètres lors des Championnats des États-Unis, à  Eugene, pour les Championnats du monde de Daegu. Devancé par Walter Dix (9 s 94), il finit 2e du 100 m en 9 s 95 devant Mike Rodgers (9 s 99). Le 5 juillet, il s'aligne au meeting de Reims où il termine deuxième en 10 s 08 derrière l'Antiguais Daniel Bailey (10 s 05).
Lors des Championnats du monde de Daegu en août 2011, il se hisse en demi-finales du 100 m. Il y prend la 4e place en 10 s 23 derrière notamment les deux qualifiés pour la finale Kim Collins et Nesta Carter.

### Champion du monde en salle, médaillé olympique (2012)

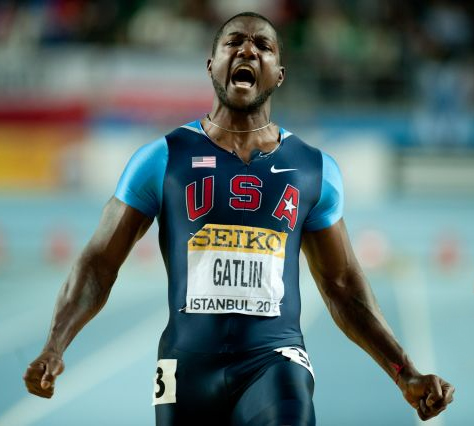
Victoire de Justin Gatlin sur 60 m lors des Championnats du monde en salle 2012.

Lors de la saison 2012, il finit second (6 s 47, MPMA jusqu'alors égalée) des championnats des États-Unis en salle devancé par Trell Kimmons de deux centièmes qui établit à cette occasion son record personnel et la nouvelle meilleure performance mondiale de l'année. Il participe début mars aux Championnats du monde d'athlétisme en salle d'Istanbul et s'impose en finale du 60 mètres neuf ans après son premier titre remporté à Birmingham en 2003. Crédité de 6 s 46, un centième de moins que son record personnel établi en 2003, Justin Gatlin devance Nesta Carter, 2e en 6 s 54 et Dwain Chambers, 3e en 6 s 60.
Le 11 mai 2012 il s'aligne en plein air sur 100 m lors du Qatar Athletic Super Grand Prix à Doha, première étape de la ligue de diamant 2012, face notamment à Asafa Powell, sur cette même piste où sept ans plus tôt il égala le record du monde de Powell en 9 s 77 mais qui lui fut retirée pour cause de dopage. Gatlin remporte la course sur le fil du rasoir en s'imposant en 9 s 87 devant Powell (9 s 88). Quelques jours plus tard, il réalise 9 s 93, finissant 1er, lors du Colorful Daegu Championships Meeting à Daegu prenant le dessus sur Mike Rodgers (10 s 06). Le 27 mai 2012, Justin Gatlin remporte le 100 m lors de la réunion de Rabat en 10 s 12. Il devance Kim Collins (10 s 17) et Aziz Ouhadi (10 s 29) avec un favorable de +0,8 m/s. 

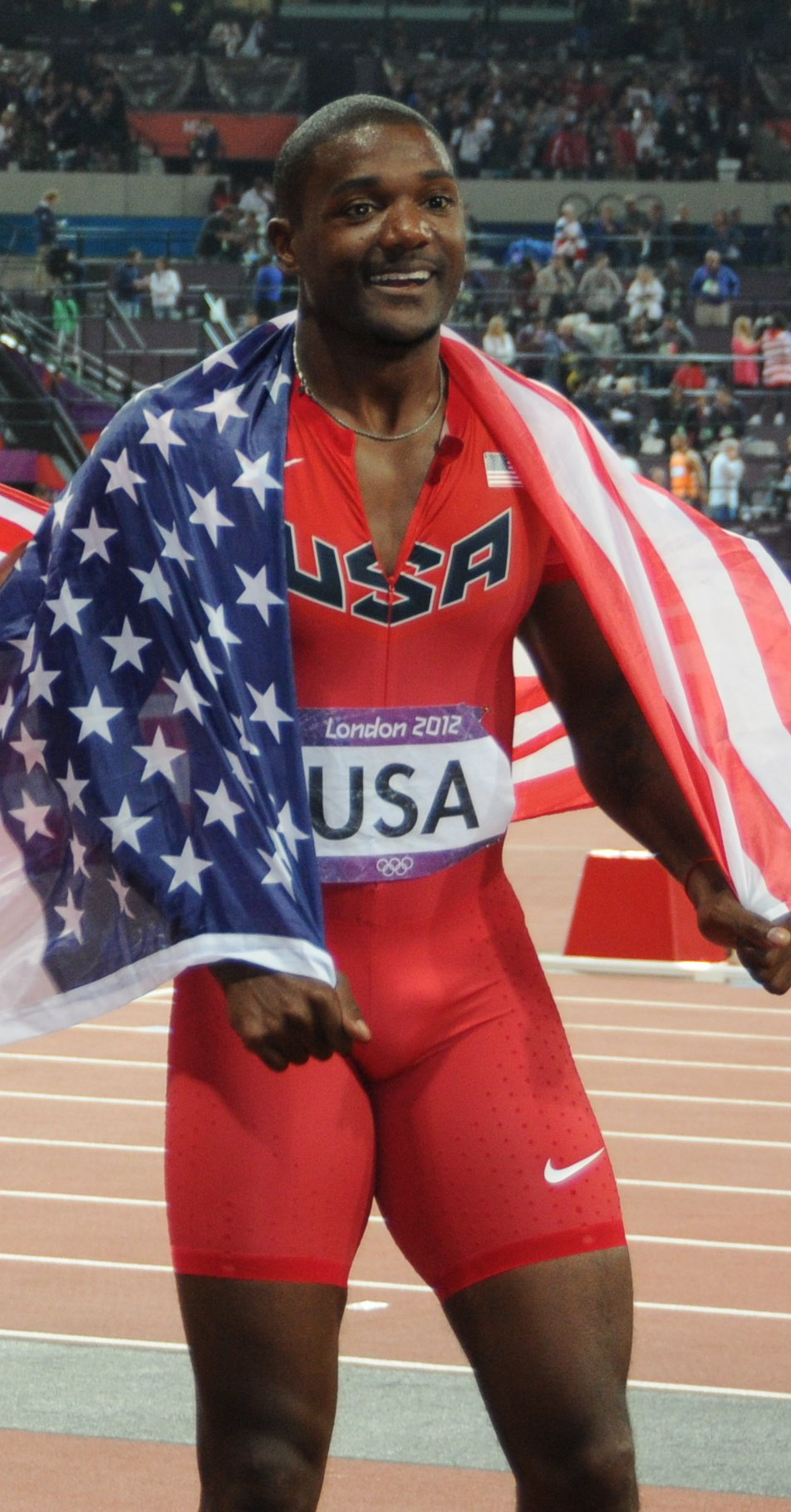
Justin Gatlin lors des Jeux olympiques de 2012.

En juin 2012, il prend la 1re place du 100 m du Prefontaine Classic d'Eugene, quatrième étape de la Ligue de diamant en devançant le Jamaïcain Nickel Ashmeade (9 s 93 et record personnel) et les Américains Trell Kimmons et Walter Dix (10 s 04). Fin juin, lors des sélections olympiques américaines de Eugene, il obtient sa qualification pour les Jeux de Londres en terminant premier de l'épreuve du 100 m en 9 s 80 (+1,8 m/s), devant Tyson Gay (9 s 86) et Ryan Bailey (9 s 93). Il améliore à cette occasion de 5/100 son record personnel établi en finale des Jeux olympiques de 2004.
Lors du meeting Herculis du 20 juillet 2012, il contribue comme relayeur à la victoire de l'équipe américaine « Rouge » en 37 s 61, meilleur temps de la saison, équipe composée de Trell Kimmons, Justin Gatlin, Tyson Gay et Ryan Bailey, malgré des passages de témoin perfectibles.
Lors des Jeux olympiques de 2012, à Londres, Justin Gatlin remporte la médaille de bronze du 100 m en améliorant son record personnel en 9 s 79. Il est devancé par Usain Bolt, auteur d'un nouveau record olympique et de la meilleure performance mondiale de l'année en 9 s 63, et par Yohan Blake, deuxième en 9 s 75. Il s'adjuge par ailleurs la médaille d'argent du relais 4 × 100 m en compagnie de Trell Kimmons, Tyson Gay et Ryan Bailey. L'équipe des États-Unis, qui établit un nouveau record national en 37 s 04, est devancée par la Jamaïque, auteur d'un nouveau record mondial en 36 s 84. En mai 2015, le relais américain perd sa médaille d'argent après la disqualification de Tyson Gay pour dopage après un contrôle de juin 2013 et une sanction qui le prive de tous ses résultats à partir de juillet 2012,.

### Nouvelles médailles mondiales (2013-2015)

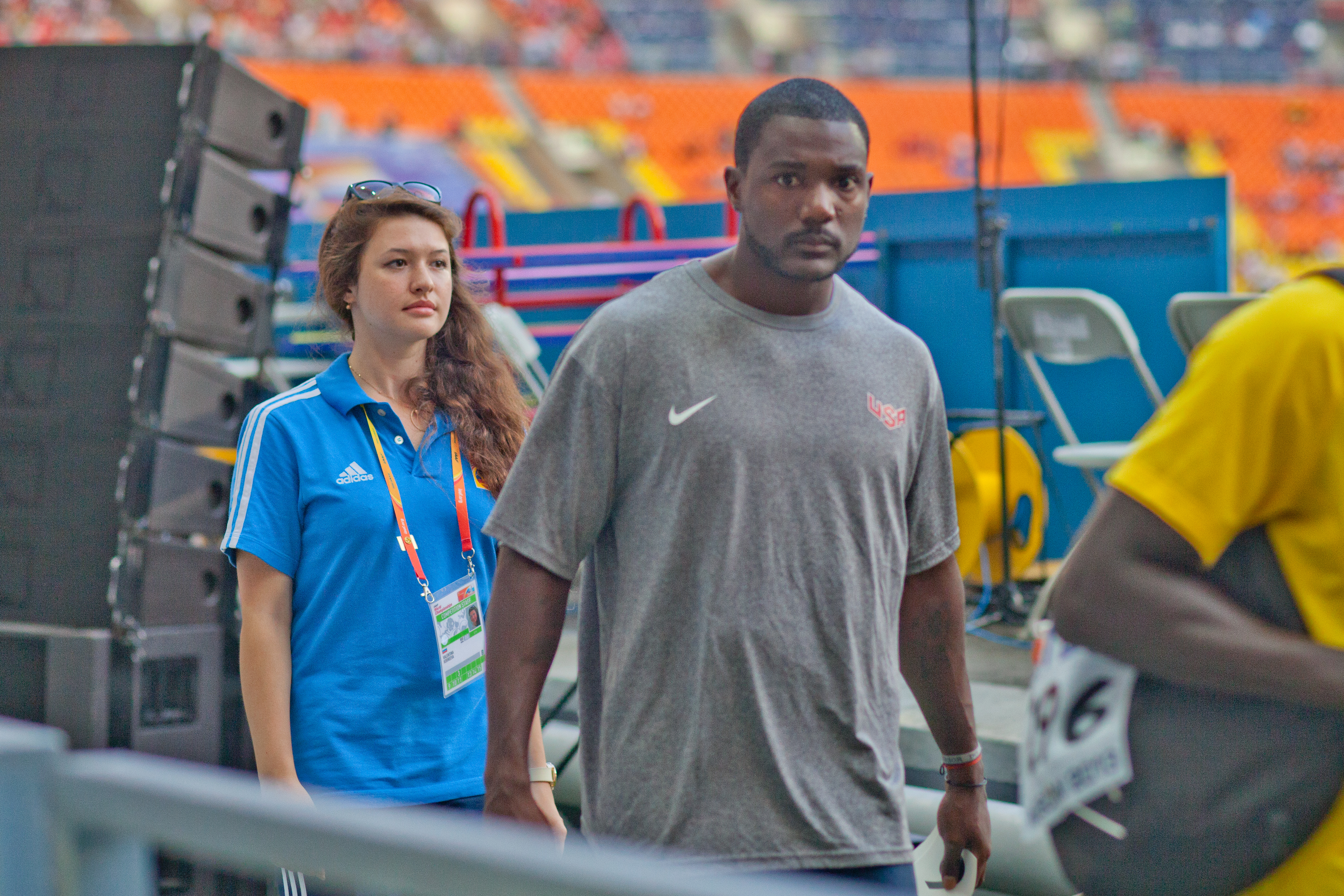
Justin Gatlin lors des championnats du monde 2013.

En 2013, lors des Championnats des États-Unis à Des Moines, il se classe initialement 2e du 100 m, derrière Tyson Gay, mais ce dernier est disqualifié pour dopage par l'USADA, et il remporte en conséquence le titre en 9 s 89. En juin 2013, il remporte le 100 m du meeting Golden Gala de Rome en 9 s 94, en devançant d'un centième de seconde Usain Bolt,   
Lors des championnats du monde de Moscou, Justin Gatlin établit son meilleur temps de l'année en finale du 100 m en 9 s 85. Devancé par Usain Bolt (9 s 77), il obtient huit ans après son titre mondial d'Helsinki un nouveau podium lors d'un championnat du monde en plein air. Aligné également dans l'épreuve du 4 × 100 m, il décroche en tant que dernier relayeur une nouvelle médaille d'argent, derrière la Jamaïque, en compagnie de Charles Silmon, Mike Rodgers et Rakieem Salaam.
Lors du Mémorial Van Damme 2014, à Bruxelles, il remporte le 100 m et le 200 m: 9 s 77 pour la distance reine, ce qui constitue la meilleure performance mondiale de l'année et son record personnel, et 19 s 71 pour le demi-tour de piste. Il remporte la Ligue de diamant sur 100 m pour la saison 2014.
En 2015, il devient le cinquième meilleur performeur de l'histoire sur 100 m avec un temps de 9 s 74 à Doha et le onzième meilleur performeur de l'histoire sur 200 mètres avec un temps de 19 s 57 à Eugene. Il détient dès lors les meilleures performances mondiales de l'année sur 100 et 200 mètres. Le 4 juin 2015, il porte le record du Golden Gala à Rome à 9 s 75. Lors des championnats du monde de Pékin, il remporte respectivement la médaille d'argent du 100 m et du 200 m dans le temps de 9 s 80 et 19 s 74, terminant une nouvelle fois derrière Usain Bolt.

### Vice-champion olympique du100m(2016)
Malgré une saison diminuée par des entorses à la cheville, Justin Gatlin s'aligne aux sélections olympiques américaines pour pouvoir se qualifier aux Jeux olympiques de Rio. Il établit en demi-finale du 100 m la meilleure performance mondiale de l'année en 9 s 83, précédemment détenue par le Français Jimmy Vicaut, avant de l'améliorer en finale à 9 s 80. Il se qualifie ainsi sur la distance pour les Jeux. Sur 200 m, il contrôle sa série et sa demi-finale puis s'impose également lors de la finale en 19 s 74 devant LaShawn Merritt (19 s 78).
Lors de ces Jeux olympiques, Gatlin devient vice-champion olympique du 100 m en 9 s 89, derrière Usain Bolt (9 s 81) qui réalise le triplé (après Pékin en 2008 et Londres en 2012, le Canadien Andre De Grasse complétant le podium en 9 s 91). En revanche, grosse désillusion sur 200 m : Justin Gatlin est éliminé en demi-finale pour trois centièmes (20 s 10 contre 20 s 13), sa blessure à la cheville l'ayant gêné dans le virage. Enfin, tout espoir de remporter une médaille avec le relais 4 x 100 m est anéanti lorsque l'équipe américaine, initialement 3e de la finale en 37 s 62 derrière la Jamaïque (37 s 27) et le Japon (37 s 60), est disqualifiée pour passage de témoin hors-zone.

### Champion du monde (2017), nouveau scandale de dopage

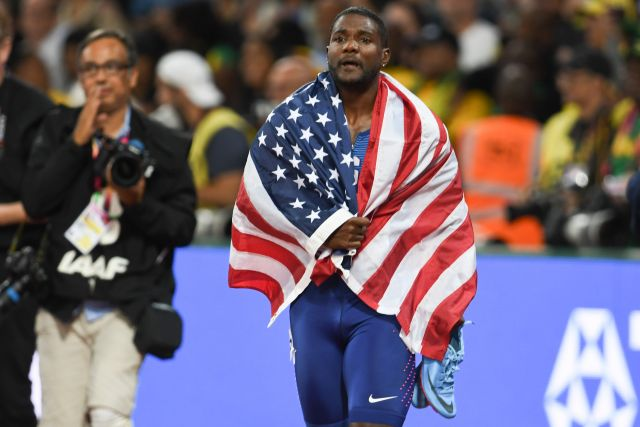
Justin Gatlin remporte les championnats du monde 2017.

Justin Gatlin arrive aux Championnats des États-Unis après un début de saison très moyen, avec comme meilleure performance 10 s 14 à Doha. Il repart de ces championnats en remportant le titre en 9 s 95 et se qualifiant ainsi pour les Championnats du monde de Londres.
Le 4 août, lors des mondiaux de Londres, il remporte sa série en 10 s 05. Le lendemain, il devient champion du monde en 9 s 92 devant Christian Coleman et Usain Bolt, remportant un titre 12 ans après celui d'Helsinki en 2005. Il devient, à 35 ans, le plus vieux champion du monde de la discipline et établit un record du monde vétéran. Le 12 août, il devient vice-champion du monde avec le relais 4 x 100 m en 37 s 52, battu par le Royaume-Uni (37 s 47).
Le 19 décembre 2017, le magazine britannique The Daily Telegraph révèle avoir piégé l’entraîneur de Justin Gatlin, Dennis Mitchell, ainsi qu'un de ses agents. Dans une caméra cachée, Mitchell propose à un journaliste se faisant passer pour un acteur s'entraînant pour incarner un sportif dans un film, de fausses prescriptions médicales afin d'obtenir des produits dopants et de les introduire illégalement aux Etats-Unis. Il émet de gros doutes sur Gatlin en révélant que celui-ci se doperait toujours, car c'est "comme cela que ça fonctionne aux États-Unis". Se disant choqué, l'athlète déjà suspendu en 2001 (1 an) et en 2006 (4 ans au-lieu de 8) décide de limoger son entraîneur. Il serait revenu dans le groupe d'entraînement de son ancien coach Brooks Johnson.

### 5emédaille mondiale sur100m(2019)
Au début de la saison estivale, Justin Gatlin bute deux fois sur la barrière des 10 secondes, d'abord à Osaka le 19 mai où il s'impose en 10 s 00, puis à Turku le 11 juin où il finit deuxième en 10 s 01 derrière Mike Rodgers. Le 30 juin, il franchit largement cette barrière lors du Prefontaine Classic à Palo Alto, où il redescend pour la première fois depuis 2016 sous les 9 s 90 en terminant 2e en 9 s 87 (- 0,1 m/s) derrière Christian Coleman. Il confirme ensuite à Lausanne et à Monaco début juillet, deux courses qu'il remporte respectivement en 9 s 92 et en 9 s 91. Après une quatrième place au meeting de Zurich en 10 s 08 le 29 août, l'Américain se fait une frayeur lors du 100 m du meeting de Zagreb le 3 septembre : alors qu'il est en tête de la course, il coupe son effort après 70 m après avoir ressenti une douleur à la cuisse gauche, et ce à trois semaines du début des championnats du monde. Il sera finalement présent à Doha pour défendre son titre mondial sur 100 m. 
Le 28 septembre, il remporte en 9 s 89 la médaille d'argent des championnats du monde 2019 à Doha sur 100 m, sa cinquième médaille planétaire sur la distance, derrière son compatriote et dauphin de 2017 Christian Coleman. Le 5 octobre, il décroche la première médaille d'or de sa carrière sur 4 x 100 m dans des Mondiaux en compagnie de Noah Lyles, Mike Rodgers et Christian Coleman. Avec un temps de 37 s 10 (troisième meilleure performance mondiale de tous les temps), le relais américain s'impose devant la Grande-Bretagne et le Japon, et ce alors qu'il avait failli être disqualifié dès les séries après une réclamation des équipes italiennes et canadiennes qui considéraient que le dernier passage de témoin entre Mike Rodgers et Cravon Gillepsie s'était effectué hors-zone. Le jury qatari avait finalement confirmé l'équipe américaine en finale.

### Blessure aux sélections olympiques américaines (2021) et retraite (2022)
A 39 ans, Justin Gatlin a pour ultime objectif de se qualifier aux Jeux Olympiques de Tokyo sur 100 m, pour la quatrième fois après 2004, 2012 et 2016. Auteur de 9 s 98 en avril lors de sa phase de rentrée estivale, l'Américain parvient à se qualifier en finale des sélections olympiques américaines disputées à Eugene avec le temps de 10 s 00, mais se blesse aux ischio-jambiers. Voulant absolument défendre ses chances, il court diminué lors de la finale, qu'il termine bon dernier en 10 s 87, avant de se présenter en larmes en zone mixte virtuelle. Il annonce qu'il prend sa retraite le jour de ses 40 ans.

## Palmarès

### International
| Date | Compétition                    | Lieu             | Résultat | Épreuve    | Temps   |
| ---- | ------------------------------ | ---------------- | -------- | ---------- | ------- |
| 2003 | Championnats du monde en salle | Birmingham       | 1er      | 60 m       | 6 s 46  |
| 2004 | Jeux olympiques                | Athènes          | 1er      | 100 m      | 9 s 85  |
| 2004 | Jeux olympiques                | Athènes          | 3e       | 200 m      | 20 s 03 |
| 2004 | Jeux olympiques                | Athènes          | 2e       | 4 × 100 m  | 38 s 08 |
| 2005 | Championnats du monde          | Helsinki         | 1er      | 100 m      | 9 s 88  |
| 2005 | Championnats du monde          | Helsinki         | 1er      | 200 m      | 20 s 04 |
| 2012 | Championnats du monde en salle | Istanbul         | 1er      | 60 m       | 6 s 46  |
| 2012 | Jeux olympiques                | Londres          | 3e       | 100 m      | 9 s 79  |
| 2012 | Jeux olympiques                | Londres          | —        | 4 × 100 m, | DQ      |
| 2012 | DécaNation                     | Albi             | 1er      | 100 m      | 9 s 81  |
| 2013 | Championnats du monde          | Moscou           | 2e       | 100 m      | 9 s 85  |
| 2013 | Championnats du monde          | Moscou           | 2e       | 4 × 100 m  | 37 s 66 |
| 2013 | Ligue de diamant               | Ligue de diamant | 1er      | 100 m      | détails |
| 2014 | Ligue de diamant               | Ligue de diamant | 1er      | 100 m      | détails |
| 2015 | Relais mondiaux de l'IAAF      | Nassau           | 1er      | 4 × 100 m  | 37 s 38 |
| 2015 | Relais mondiaux de l'IAAF      | Nassau           | finale   | 4 × 200 m  | DQ      |
| 2015 | Championnats du monde          | Pékin            | 2e       | 100 m      | 9 s 80  |
| 2015 | Championnats du monde          | Pékin            | 2e       | 200 m      | 19 s 74 |
| 2015 | Ligue de diamant               | Ligue de diamant | 1er      | 100 m      | détails |
| 2016 | Jeux olympiques                | Rio de Janeiro   | 2e       | 100 m      | 9 s 89  |
| 2016 | Jeux olympiques                | Rio de Janeiro   | finale   | 4 × 100 m  | DQ      |
| 2017 | Relais mondiaux de l'IAAF      | Nassau           | 1er      | 4 × 100 m  | 38 s 43 |
| 2017 | Championnats du monde          | Londres          | 1er      | 100 m      | 9 s 92  |
| 2017 | Championnats du monde          | Londres          | 2e       | 4 x 100 m  | 37 s 52 |
| 2017 | Ligue de diamant               | Ligue de diamant | 4e       | 100 m      | 10 s 04 |
| 2019 | Relais mondiaux de l'IAAF      | Yokohama         | 2e       | 4 x 100 m  | 38 s 07 |
| 2019 | Ligue de diamant               | Ligue de diamant | 4e       | 100 m      | 10 s 08 |
| 2019 | Championnats du monde          | Doha             | 2e       | 100 m      | 9 s 89  |
| 2019 | Championnats du monde          | Doha             | 1er      | 4 x 100 m  | 37 s 10 |

### National
- Championnats des États-Unis d'athlétisme :
  - en plein air : vainqueur du 100 m et du 200 m en 2004, 2005, 2012, 2013 et 2016, du 100 m en 2017, du 200 m en 2015
  - en salle : vainqueur du 60 m en 2003

- Championnats NCAA :
  - 5 victoires (4 en salle et 1 en plein air)
  - Fait le doublé 100 m - 200 m en 2001 et 2002

## Statistiques

### Records personnels

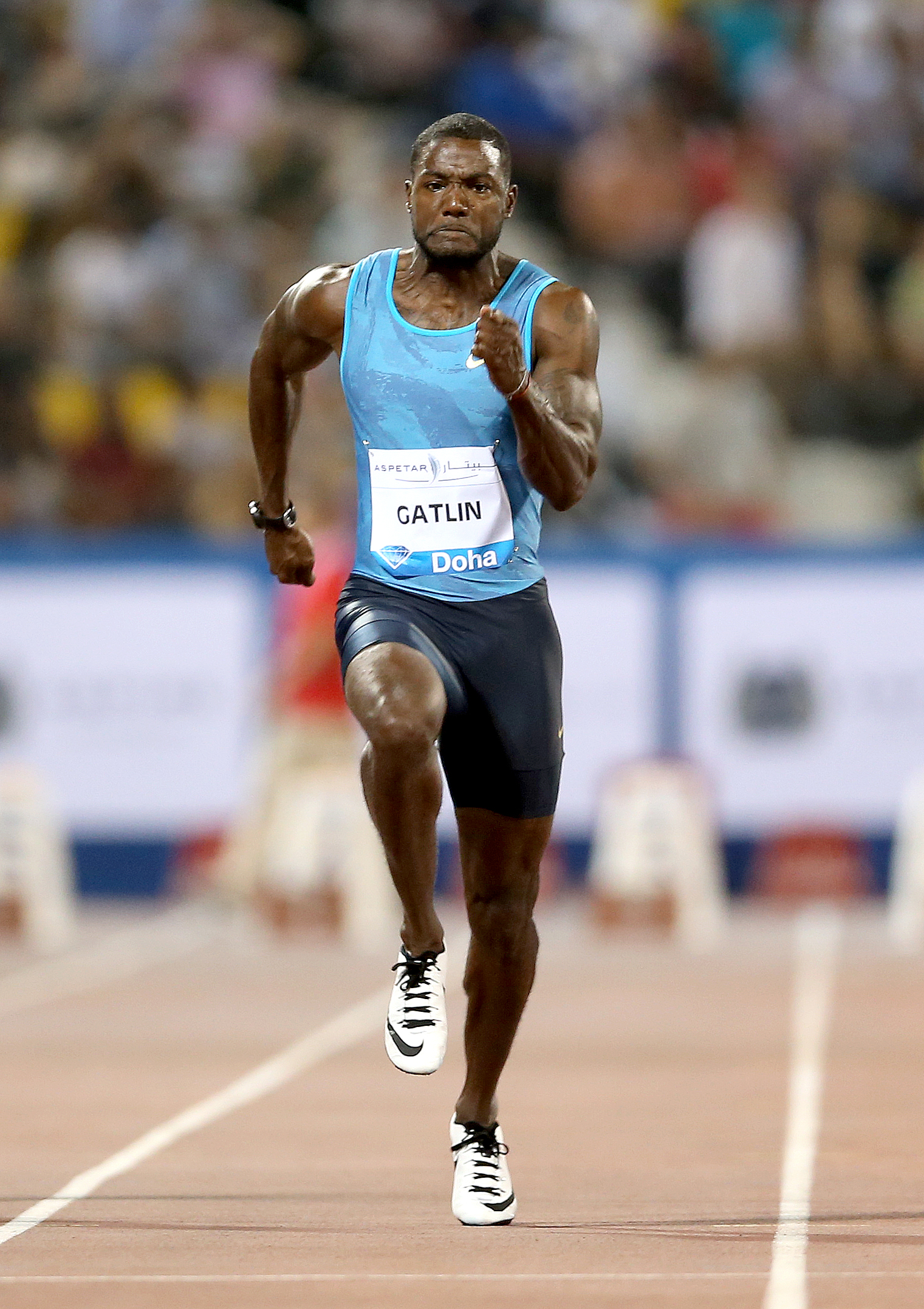
Justin Gatlin en 2015 à Doha où il bat son record personnel sur 100 m

| Épreuve | Performance | Vent      | Lieu   | Date          |
| ------- | ----------- | --------- | ------ | ------------- |
| 60 m    | 6 s 45      | -         | Boston | 1er mars 2003 |
| 100 m   | 9 s 74      | + 0,6 m/s | Doha   | 15 mai 2015   |
| 200 m   | 19 s 57     | + 0,4 m/s | Eugene | 28 juin 2015  |

### Meilleures performances par année
| Année | Temps   | Vent  | Date                     | Lieu                  | Rang |
| ----- | ------- | ----- | ------------------------ | --------------------- | ---- |
| 2000  | 10 s 36 | + 0,7 | 17 juin 2000             | Raleigh               | —    |
| 2001  | 10 s 08 | + 0,0 | 2 juin 2001              | Eugene                | —    |
| 2002  | 10 s 05 | + 0,5 | 6 avril 2002 31 mai 2002 | Knoxville Baton Rouge | 15   |
| 2003  | 9 s 97  | + 1,3 | 15 août 2003             | Zurich                | 4    |
| 2004  | 9 s 85  | + 0,6 | 22 août 2004             | Athènes               | 1    |
| 2005  | 9 s 88  | + 0,4 | 7 août 2005              | Helsinki              | 2    |
| 2010  | 10 s 09 | + 0,9 | 31 août 2010             | Rovereto              | 27   |
| 2011  | 9 s 95  | + 1,3 | 24 juin 2011             | Eugene                | 15   |
| 2012  | 9 s 79  | + 1,5 | 5 août 2012              | Londres               | 3    |
| 2013  | 9 s 85  | - 0,3 | 11 août 2013             | Moscou                | 2    |
| 2014  | 9 s 77  | + 0,6 | 5 septembre 2014         | Bruxelles             | 1    |
| 2015  | 9 s 74  | + 0,9 | 15 mai 2015              | Doha                  | 1    |
| 2016  | 9 s 80  | + 1,6 | 3 juillet 2016           | Eugene                | 1    |
| 2017  | 9 s 92  | - 0,8 | 5 août 2017              | Londres               | 4    |
| 2018  | 10 s 03 | - 0,7 | 13 juin 2018             | Ostrava               | 31   |
| 2019  | 9 s 87  | - 0,1 | 30 juin 2019             | Stanford              | 4    |
| 2020  | 10 s 07 | + 1,1 | 23 juillet 2020          | Fort Worth            | 15   |
| 2021  | 9 s 98  | + 1,9 | 10 avril 2021            | Miramar               | 22   |